# Jan Harmensz Muller
Pour les articles homonymes, voir Muller.
Jan Harmensz. Muller (1er juillet 1571, Amsterdam, 18 avril 1628, Amsterdam) est un peintre, dessinateur, et graveur néerlandais du siècle d'or.

## Biographie
Jan Harmensz. Muller est né en 1571 à Amsterdam aux Pays-Bas. Son père est imprimeur, éditeur et graveur. C'est auprès de son père que Jan H. Muller apprend la gravure. Il voyage en Italie et à son retour s'occupe de l'atelier de son père. Il décède en 1628. Jan H. Muller est réputé pour ses dessins ou peintures de personnages mythologiques ou bibliques.

## Œuvres
- Viol d'une Sabine[1], The Art Institute of Chicago, Chicago, États-Unis
- Couple enlacé[2], The J. Paul Getty Museum, Los Angeles, Californie, États-Unis
- Deux études d'Atlas[3], The Fitzwilliam Museum, Cambridge, Royaume-Uni
- Un bal au moment du carnaval[4], Le Louvre, Paris
- Tête[4], Le Louvre, Paris
- Agar dans le désert secourue par l'ange qui lui montre un puits[4], Le Louvre, Paris
- Le Fils prodigue séduit par une courtisane[5], Le Louvre, Paris
- L'ascension de Lazare'[6], National Gallery of Ottawa, Ottawa, Canada